# Liste der Fernstraßen in Tansania
Diese Liste zeigt die Straßen in Tansania auf. Es gibt zwei Typen von Straßen: zum ersten die Fernstraßen beginnend mit T und zum zweiten die Regionalstraßen beginnend mit einem R. Wobei auf den meisten Karten noch die alte Bezeichnung mit A- bzw. B-Straßen zu finden ist. Bis in die 1980er Jahre hatte Tansania mit Kenia und Uganda ein einheitliches Nummern-System.

## Nationalstraßen
| Kurz | Name | Verlauf                                                                                    | Länge   | Karte | Bild |
| ---- | ---- | ------------------------------------------------------------------------------------------ | ------- | ----- | ---- |
|      | T1   | Dar es Salaam – Morogoro – Mbeya – Tunduma – Grenze nach Sambia weiter als T2              | 930 km  |       |      |
|      | T2   | Chalinze – Segera – Moshi – Arusha – Namanga – Grenze nach Kenia                           | 650 km  |       |      |
|      | T3   | Morogoro – Dodoma – Singida – Lusahunga – Rusumo – Grenze nach Ruanda                      | 1100 km |       |      |
|      | T4   | Grenze nach Uganda – Mutukula – Biharamulo – Mwanza – Sirari – Grenze nach Kenia           | 820 km  |       |      |
|      | T5   | Arusha – Dodoma – Iringa                                                                   | 690 km  |       |      |
|      | T6   | Makambako – Songea – Mingoyo – Mtwara                                                      | 930 km  |       |      |
|      | T7   | Dar es Salaam – Lindi – Mingoyo                                                            | 480 km  |       |      |
|      | T8   | Mwanza – Nzega – Tabora – Rungwa – Mbeya                                                   | 900 km  |       |      |
|      | T9   | Biharamulo – Lusahunga – Kanyani – Sumbawanga – Tunduma – Grenze nach Sambia weiter als T2 | 1000 km |       |      |
|      | T10  | Mbeya – Kasumulu – Grenze nach Malawi                                                      | 100 km  |       |      |
|      | T11  | Nyakasanza – Kabanga – Grenze nach Burundi                                                 | 60 km   |       |      |
|      | T12  | Songea – Mbamba Bay                                                                        | 165 km  |       |      |
|      | T13  | Segera – Tanga – Chuyuni – Grenze nach Kenia                                               | 135 km  |       |      |
|      | T14  | Singida – Babati                                                                           | 145 km  |       |      |
|      | T15  | Himo – Taveta – Grenze nach Kenia                                                          | 20 km   |       |      |
|      | T16  | Mikumi – Mahenge                                                                           | 260 km  |       |      |
|      | T17  | Makuyuni – Musoma                                                                          | 440 km  |       |      |
|      | T18  | Manyoni – Tabora – Kanyani                                                                 | 520 km  |       |      |
|      | T19  | Kanyani – Kigoma – Manyovu – Grenze nach Burundi                                           | 70 km   |       |      |
|      | T20  | Sumbawanga – Kasesya – Grenze nach Sambia weiter als M1                                    | 100 km  |       |      |
|      | T21  | Himo – Tarakea – Grenze nach Kenia                                                         | 50 km   |       |      |
|      | T22  | Rungwa – Itigi – Mkiwa                                                                     | 200 km  |       |      |
|      | T23  | Mpanda – Ipole                                                                             | 280 km  |       |      |